# تیفون روسا
تیفون روسا قدرتمندترین طوفانی بود که در ۴۳ سال گذشته کره جنوبی را درنوردید. سال‌ها. این بیست و یکمین طوفان گرمسیری، پانزدهمین طوفان نامگذاری شده و دهمین طوفان فصل طوفان‌های اقیانوس آرام در سال ۲۰۰۲ بود. در ماه اوت توسعه یافت ۲۲ از ناوه موسمی در شمال غربی اقیانوس آرام، تا جنوب شرقی ژاپن. برای چند روز، روسا به سمت شمال غربی حرکت کرد و در نهایت به یک طوفان قدرتمند تبدیل شد. در ماه اوت در ۲۶ دسامبر، طوفان از جزایر آمامی ژاپن عبور کرد، جایی که روسا ۲۰٬۰۰۰ نفر را جا گذاشت. مردم بدون برق و باعث دو مورد مرگ و میر شد. این طوفان در سراسر ژاپن بارش‌های سیل‌آسا را به همراه داشت و میزان بارندگی به ۹۰۲ میلیمتر (۳۵٫۵ اینچ) رسید. در استان توکوشیما.
پس از تضعیف جزئی، طوفان روسا با بادهایی به قدرت ۱۴۰ ریشتر به گوهئونگ، کره جنوبی رسید. کیلومتر در ساعت (۸۵ ۱۰ مایل در ساعت دقیقه پایدار).  این طوفان به دلیل هوای گرم و ناپایداری ناشی از جبهه هوای سرد مجاور، توانست بخش زیادی از شدت خود را حفظ کند. طوفان روسا هنگام عبور از کشور ضعیف شد و بارش‌های شدیدی را به همراه داشت که به اوج خود یعنی ۸۹۷٫۵ میلیمتر (۳۵٫۳۳ اینچ) رسید. در گانگ‌نئونگ. مجموع ۲۴ ساعته ۸۸۰ میلیمتر (۳۵ اینچ) در این شهر رکورد بیشترین بارندگی روزانه در کشور شکسته شد؛ با این حال، سنگین‌ترین بارندگی‌ها محلی بود. بیش از ۱۷۰۰۰ خانه‌ها آسیب دیدند و مناطق وسیعی از مزارع زیر آب رفتند. در کره جنوبی، روسا حداقل ۲۳۳ نفر را کشت مردم، و این را به مرگبارترین طوفان در بیش از ۴۳ سال گذشته تبدیل می‌کند. سال، و باعث ۴٫۲ دلار شد میلیارد خسارت وارد کرد.  این طوفان همچنین باعث بارش شدید باران در کره شمالی، همسایه کره جنوبی، شد و ۲۶۰۰۰ نفر را آواره کرد. بی‌خانمان شدن مردم و کشته شدن سه نفر. روسا همچنین مناطق وسیعی از محصولات کشاورزی را در کشور که از قبل تحت تأثیر شرایط قحطی مداوم قرار داشتند، نابود کرد. این طوفان بعداً در ماه سپتامبر بر فراز شرق روسیه به چرخند برون‌حاره‌ای تبدیل شد. ۱، سه روز بعد از بین می‌رود.

## تاریخچه هواشناسی
فرورفتگی موسمی در ماه اوت باعث ایجاد یک رکود گرمسیری شد ۲۲ در شمال بیکینی آتول و جنوب غربی جزیره ویک. به سمت غرب-شمال غربی حرکت کرد، حرکتی که تا بخش زیادی از دوره خود ادامه داد. اوایل مرداد ماه ۲۳، این طوفان به طوفان گرمسیری روسا حدود ۱٬۸۰۰ کیلومتر (۱٬۱۰۰ مایل) شدت گرفت. در شرق گوآم. در ساعت ۱۸۰۰ UTC در ماه اوت در تاریخ ۲۵ دسامبر، مرکز هواشناسی ژاپن  در حالی که این سامانه در شمال شرقی جزایر ماریانای شمالی بود، طوفان روسا را به یک طوفان ارتقا داد. روز بعد، این آژانس تخمین زد که شدت بادهای این طوفان به ۱۵۰ درجه فارنهایت رسیده است. کیلومتر در ساعت (۹۰ ۱۰ مایل در ساعت دقیقه پایدار). تقریباً در همان زمان، مرکز مشترک هشدار تیفون  حداکثر سرعت باد را ۲۱۵ درجه تخمین زد. کیلومتر در ساعت (۱۳۵ ۱ مایل در ساعت دقیقه پایدار).
در اوج شدت، طوفان روسا جزیره ژاپنی آمامی اوشیما را درنوردید. پس از حفظ اوج باد برای حدود ۱۲ ساعت‌ها، روسا با ادامه حرکت به سمت غرب-شمال غربی، کمی ضعیف شد، اما در ماه اوت در تاریخ ۲۸ دسامبر، انجمن پزشکی ژاپن دوباره گزارش داد که شدت بادهای این طوفان به ۱۵۰ درجه رسیده است. کیلومتر در ساعت (۹۰ ۱۰ مایل در ساعت دقیقه پایدار). علیرغم پیش‌بینی‌ها مبنی بر تضعیف طوفان روسا، این طوفان هنگام عبور از جنوب ژاپن به دلیل حداقل برش باد و دمای گرم سطح دریا تا ۲۹ درجه سلسیوس (۸۴ درجه فارنهایت)، شدت خود را حفظ کرد. . طوفان دوباره در ماه اوت کمی ضعیف شد ۲۹ هنگام عبور بین جزایر آمامی و ژاپن. پس از آن، روسا به سمت شمال و به سمت شبه جزیره کره تغییر مسیر داد. هوای گرم و مرطوب پیش از طوفان در سراسر شبه جزیره وزید که مانع از تضعیف قابل توجه آن شد و یک جبهه هوای سرد در حال نزدیک شدن به ناپایداری جوی کمک کرد. حدود ساعت ۸ صبح ساعت هماهنگ جهانی در ماه اوت ۳۱ دسامبر، طوفان روسا با بادهایی به قدرت ۱۴۰ ریشتر در گوهئونگ، کره جنوبی به خشکی رسید. کیلومتر در ساعت (۸۵ ۱۰ مایل در ساعت دقیقه پایدار). طبق گزارش، روسا قدرتمندترین طوفانی بود که از سال ۱۹۵۹ تاکنون به این کشور برخورد کرده است. این طوفان هنگام عبور از کشور به سرعت ضعیف شد و در اوایل سپتامبر به یک منطقه حاره‌ای تبدیل شد. ۱. تقریباً در همان زمان، آخرین اطلاعیه خود را در مورد این سیستم صادر کرد. این فرورفتگی به سمت شمال شرقی تغییر جهت داد و پس از عبور از دریای ژاپن، در اواخر سپتامبر، روسا بر فراز سرزمین پریمورسکی در خاور دور روسیه، به یک منطقه برون‌گرمسیری تبدیل شد. ۱. بقایای فراحاره‌ای به سمت شمال شرقی ادامه یافت و در سپتامبر از بین رفت. ۴ بر فراز شبه جزیره کامچاتکا.

## آماده‌سازی‌ها و تأثیر

روسا در نزدیکی جزایر ریوکیو در ۲۹ آگوست

اگرچه بیشترین خسارت در کره جنوبی بود، اما طوفان روسا ابتدا ژاپن را تحت تأثیر قرار داد. تهدید طوفان، دولت اوکیناوا را بر آن داشت تا مانور مقابله با بلایا را برای این جزیره لغو کند. در این جزیره، امواج خروشان از روسا باعث مفقود شدن دو تفنگدار دریایی ایالات متحده شد؛ گزارش خبری بعدی، این دو مفقود را جزو تلفات مرتبط با طوفان ذکر کرد. در جزایر آمامی، روسا شش خانه را ویران کرد و ۳۸ خانه را مجبور به ترک خانه‌هایشان کرد. مردم تخلیه شوند. طوفان ۲۰ هزار نفر را آواره کرد مردم برق ندارند و چندین پرواز لغو شده است. سرعت باد به ۱۰۴ کیلومتر بر ساعت (۶۵ مایل بر ساعت) رسید در نوموزاکی، ناگازاکی. باران به مدت هفت روز در کشور بارید و به اوج خود یعنی ۹۰۲ میلیمتر (۳۵٫۵ اینچ) رسید. در استان توکوشیما. سنگین‌ترین بارش در استان نارا رخ داد، جایی که یک ایستگاه میزان بارندگی را ۸۴ میلیمتر (۳٫۳ اینچ) گزارش کرد. در یک ساعت. حداقل ۲۷۵ خانه‌ها دچار آبگرفتگی شدند و ۱۳۷ خانه‌ها آسیب دیدند. در طول عبور خود، روسا ۱۲ نفر را زخمی کرد نفر، ۴ نفر به‌طور جدی. این طوفان همچنین باعث باران سبک و مواج شدن دریا در امتداد سواحل تایوان شد.
پیش از آنکه طوفان روسا کره جنوبی را تحت تأثیر قرار دهد، اداره هواشناسی کره در ماه اوت هشدارهای مربوط به دریای آزاد را صادر کرده بود. ۲۹. فرودگاه‌ها در بخش جنوبی کشور بسته شدند، و سدها برای جلوگیری از سیل بیش از حد، آب را تخلیه کردند. طوفان روسا با بارش شدید باران و بادهای شدید، بخش بزرگی از کره جنوبی را تحت تأثیر قرار داد. جزیره ججو در سواحل جنوبی این کشور ۶۶۰ میلیمتر (۲۶ اینچ) گزارش شده است. اثر بارندگی، سیل ناگهانی رخ داد که خودروها را زیر آب برد. در این جزیره، بادهای شدید درختان را انداخت و ۶۰ هزار نفر را آواره کرد. مردمی که قدرت ندارند. تمام مدارس ابتدایی و راهنمایی در جزیره تعطیل شدند و ساکنان پس از آنکه مقامات خدمات کشتیرانی و هواپیمایی را متوقف کردند، سرگردان شدند. در سرزمین اصلی کره جنوبی، سرعت باد به ۱۸۰ کیلومتر بر ساعت (۱۱۰ مایل بر ساعت) رسید. . میزان بارندگی در استان ججو و در امتداد ساحل جنوبی کشور زیاد گزارش شده است، اگرچه سنگین‌ترین بارندگی فقط در یک منطقه کوچک گزارش شده است. در گانگ‌نئونگ، واقع در بخش شرقی کشور، به دلیل ناپایداری زیاد ناشی از هوای مرطوب شرق که با کوه‌های تائبک در تعامل بود و مقادیر زیادی بارندگی ایجاد کرد، رعد و برق‌های شدیدی رخ داد. این شهر با ۸۹۷٫۵ میلیمتر (۳۵٫۳۳ اینچ) بارندگی، بیشترین میزان بارندگی را در کشور گزارش کرد. که ۸۸۰ میلیمتر (۳۵ اینچ) از آنها در یک روز مشاهده شد. این میزان بارندگی معادل ۶۲ درصد از میانگین بارندگی سالانه گانگ‌نئونگ بود و به بالاترین میزان بارندگی روزانه در تاریخ این کشور تبدیل شد و از رکورد قبلی که در سال ۱۹۸۱ ثبت شده بود، ۳۰۰ میلیمتر (۱۲ اینچ) بیشتر افزایش یافت. . در مناطق داخلی کره جنوبی، میزان بارندگی به عنوان یک رویداد ۱ در ۲۰۰ سال در نظر گرفته می‌شد.

طوفان روسا در ۳۱ آگوست به کره جنوبی نزدیک می‌شود

خسارت در کره جنوبی ۴٫۲ دلار تخمین زده شد میلیارد (۵٫۱۵₩) تریلیون وون کره جنوبی). سنگین‌ترین خسارت در گانگ‌نئونگ بود، که حدود ۳۶۰۰۰ نفر در آن جان باختند. خانه‌ها و ۶۲۲ ساختمان‌های نظامی را آب فرا گرفت. در پایگاه هوایی گانگ‌نئونگ، سیل ۱۶ نفر را زیر آب برد. جت‌های جنگنده. در امتداد ساحل، بادهای شدید به ۶۴۰ واحد مسکونی خسارت وارد کردند قایق‌ها و حدود ۲۰۰۰۰۰ ساختمان‌های دریایی، و ۲۶۵ ساختمان‌های صنعتی نیز آسیب دیدند. بارش شدید باران باعث رانش زمین در این کشور شد که یکی از آنها ده خودرو را در گانگ‌نئونگ زیر گل و لای فرو برد. سیل و رانش زمین زیرساخت‌های کشور را مختل کرد؛ طوفان ۲۷۴ نفر را ویران کرد. پل‌ها و جاده‌ها و ریل‌های آسیب‌دیده در ۱۶۴ مکان‌ها. روسا ۳۰۰۰۰۰ نفر را کشت دام و ۸۵۰۰۰ نفر در سیل گرفتار شدند هکتار (۲۱۰٬۰۰۰ هکتار) از مزارع زراعی، که ۶٪ از زمین‌های کشاورزی کشور را تشکیل می‌دهد و عمدتاً میوه و سبزیجات را تحت تأثیر قرار می‌دهد. طوفان باعث شد مسابقات گلف وانا اچ کاپ کی‌بی‌سی آگوستا زودتر از موعد پایان یابد، و ورزشگاهی که قرار بود برای بازی‌های آسیایی ۲۰۰۲ مورد استفاده قرار گیرد، آسیب دید. در سراسر کشور، ۸۸٬۶۲۵ مردم به دلیل طوفان مجبور به تخلیه شدند، و ۱۷٬۰۴۶ نفر خانه‌ها آسیب دیدند. باد شدید ۱٫۲۵ باقی ماند میلیون نفر پس از منفجر کردن ۲۴۰۰۰ نفر خطوط برق. ۲۱۳ نفر بودند مرگ و میر در کشور و ۳۳ مورد دیگر مفقود شده و فرض بر این است که جان خود را از دست داده‌اند؛ این امر روسا را به مرگبارترین طوفان در کشور در بیش از ۴۳ سال گذشته تبدیل کرد. سال.
در کره شمالی همسایه، روسا بادهایی با ۷۲ کیلومتر بر ساعت (۴۵ مایل بر ساعت) تولید کرد و بارندگی شدید که به ۷۰۰ میلیمتر (۲۸ اینچ) می‌رسد مناطق کوهستانی استان کانگوون؛ میزان بارندگی در مجموع ۵۳۰ میلیمتر (۲۱ اینچ) در شهرستان کوسونگ. این بارندگی‌ها باعث جاری شدن سیل و افزایش رواناب‌های سطحی شد. این اتفاق حدود یک ماه پس از باران‌های شدید مشابهی که خسارات شدیدی را در کشور به بار آورد، رخ داد. باران‌های روسا هزاران خانه و بسیاری از ساختمان‌های عمومی را دچار خسارت و سیل کرد، و ۸۶۰۰۰ نفر را ویران کرد. تُن از مزارع کشاورزی؛ مورد اخیر به دلیل شرایط قحطی مداوم کشور، بیشترین اهمیت را داشت. بیشترین خسارات در استان کانگوون بود و طوفان چهار استان و یک شهر اداری را تحت تأثیر قرار داد. بیش از ۲۶۰۰۰ مردم در کشور بی‌خانمان شدند، اگرچه هشدار قبلی امکان تخلیه را فراهم کرده بود. روسا با از بین بردن ۲۵ فروند، حمل و نقل را مختل کرد کیلومتر (۱۶ مایل) از جاده‌ها و ۲۴ پل‌ها؛ با این حال، بیشتر آسیب‌ها به یک منطقه کوچک محدود شده بود. سه مورد مرگ در کره شمالی رخ داد.
این طوفان همچنین خاور دور روسیه را تحت تأثیر قرار داد. در جزیره ساخالین، بقایای روسا باران سنگینی باریدند، معادل میانگین بارندگی دو ماه. باران ۳۵۰ نفر را زیر آب برد خانه‌ها، اما هیچ مرگ و میری در منطقه رخ نداد.

## پیامدها
پس از طوفان، ساختمان‌های آسیب‌دیده، رودخانه‌های کره جنوبی را با مواد شیمیایی و فلزات سنگین آلوده کردند. این کشور از ۳۰٬۰۰۰ استفاده کرد سربازان برای کمک به پاکسازی و تعمیر خسارات طوفان. کیم دای جونگ، رئیس‌جمهور کره جنوبی، بودجه اضطراری برای کمک به آسیب دیدگان این فاجعه را تصویب کرد. برق و آب بخش زیادی از گانگ‌نئونگ قطع شد؛ در نتیجه، کمک‌های امدادی برای شهروندان آسیب‌دیده ارسال شد. ده روز پس از حملهٔ روسا به کشور، خطوط برق دوباره برقرار شدند و حمل و نقل به حالت عادی بازگشت. پس از درخواست از دیگر ساکنان این کشور، شعبه صلیب سرخ کره جنوبی ۴۹ دلار دریافت کرد. میلیون دلار کمک مالی (₩۵۸) میلیارد وون)، که بیشتر از بخش شمال غربی کشور است. این آژانس ۵۰۶۸۰ مورد ارائه داد وعده‌های غذایی به ۱۶۹۱۹ خانواده‌ها، و همچنین پوشاک و لوازم آشپزی. ساکنان این کشور حدود ۶۰ دلار جمع‌آوری کردند میلیون (۷۲٫۱₩) میلیارد وون) در امدادرسانی به بلایا، که بالاترین میزان برای یک فاجعه در کشور است. صلیب سرخ چین در هفته‌های پس از طوفان، ۲۰٬۰۰۰ دلار به صلیب سرخ کره جنوبی ارسال کرد. در ماه سپتامبر ۱۳، دولت کره جنوبی ۲۰۳ را اعلام کرد شهرها و شهرستان‌ها به عنوان مناطق فاجعه‌زده، که ۸۷۱۴ مورد را به خود اختصاص داده‌اند خانواده‌هایی که متحمل خسارات طوفان شده‌اند، وام‌های دولتی دریافت می‌کنند. مجموع خسارات طوفان و سیل‌های پیش از طوفان باعث شد اقتصاد کشور در سه‌ماهه سوم سال ۲۰۰۲ منقبض شود. سال مالی ۲۰۰۳، ۳۰۰ دلار گزارش شده است. کسری میلیون دلاری برای شرکت‌های بیمه غیرعمر، که عمدتاً به دلیل خسارات ناشی از طوفان است. خسارت به محصول از طوفان روسا باعث شد قیمت برنج به بالاترین سطح خود از سال ۱۹۸۰ برسد. در سال پس از طوفان، دولت کره جنوبی برای بازسازی جاده‌های آسیب‌دیده تلاش کرد و به خانواده‌هایی که خانه‌های خود را از دست داده بودند، ماهانه کمک مالی پرداخت کرد. با این حال، بسیاری از ساکنان بی‌خانمان ماندند و در پناهگاه‌های موقت ساکن شدند. سازمان مسکن برای بشریت این کشور ۶۹ واحد مسکونی ساخته است خانه‌هایی برای قربانیان طوفان در سال ۲۰۰۳، اگرچه این تنها بخش کوچکی از کل افراد آسیب‌دیده بود. حدود یک سال پس از وقوع طوفان روسا، طوفان مائمی نیز با بادهای شدیدتر کره جنوبی را درنوردید و باعث خسارت ۳٫۷۴ دلاری شد. میلیارد دلار خسارت و ۱۱۷ فوت‌شدگان. کل خسارات کمتر از روسا بود اما به مناطق صنعتی آسیب بیشتری وارد کرد.
در کره شمالی، فدراسیون بین‌المللی جمعیت‌های هلال احمر و صلیب سرخ به ساکنان آسیب دیده از سیل کمک‌های امدادی ارائه داد. صندوق بین‌المللی امدادرسانی در برابر بلایای طبیعی این آژانس، مبلغ ۷۵۰۰۰ فرانک فرانسه (۲۰۰۲) را تأمین کرد. فرانک سوئیس (۵۰٬۰۰۰ دلار آمریکا).  از سربازان برای کمک به ماموریت‌های جستجو و نجات و تعمیر زیرساخت‌های آسیب‌دیده استفاده شد. به دلیل خسارات طوفان، صلیب سرخ در کره شمالی بیش از ۲٫۱ میلیون دلار توزیع کرد میلیون قرص تصفیه آب و بیش از ۱۱۰۰۰ ظروف آب. این آژانس همچنین ۳۲٬۷۵۳ مورد ارائه داد پتو و ۴۹۳۱ واحدهای آشپزخانه. پس از طوفان، افرادی که در اثر طوفان بی‌خانمان شده بودند، به دنبال سرپناه نزد همسایگان یا در پناهگاه‌ها رفتند. یک شرکت لبنیاتی کره جنوبی ۴۲۰۰۰ دلار اهدا کرد قوطی‌های شیر خشک بچه به کره شمالی.